# Vittoria
Vittoria es un municipio y localidad italiana de la antigua provincia de Ragusa, en la región de Sicilia. Se encuentra a pocos kilómetros de l'aeropuerto de Comiso. Scoglitti es su fracción marina. Su población asciende a 65 714 habitantes (ISTAT 2025).

## Historia

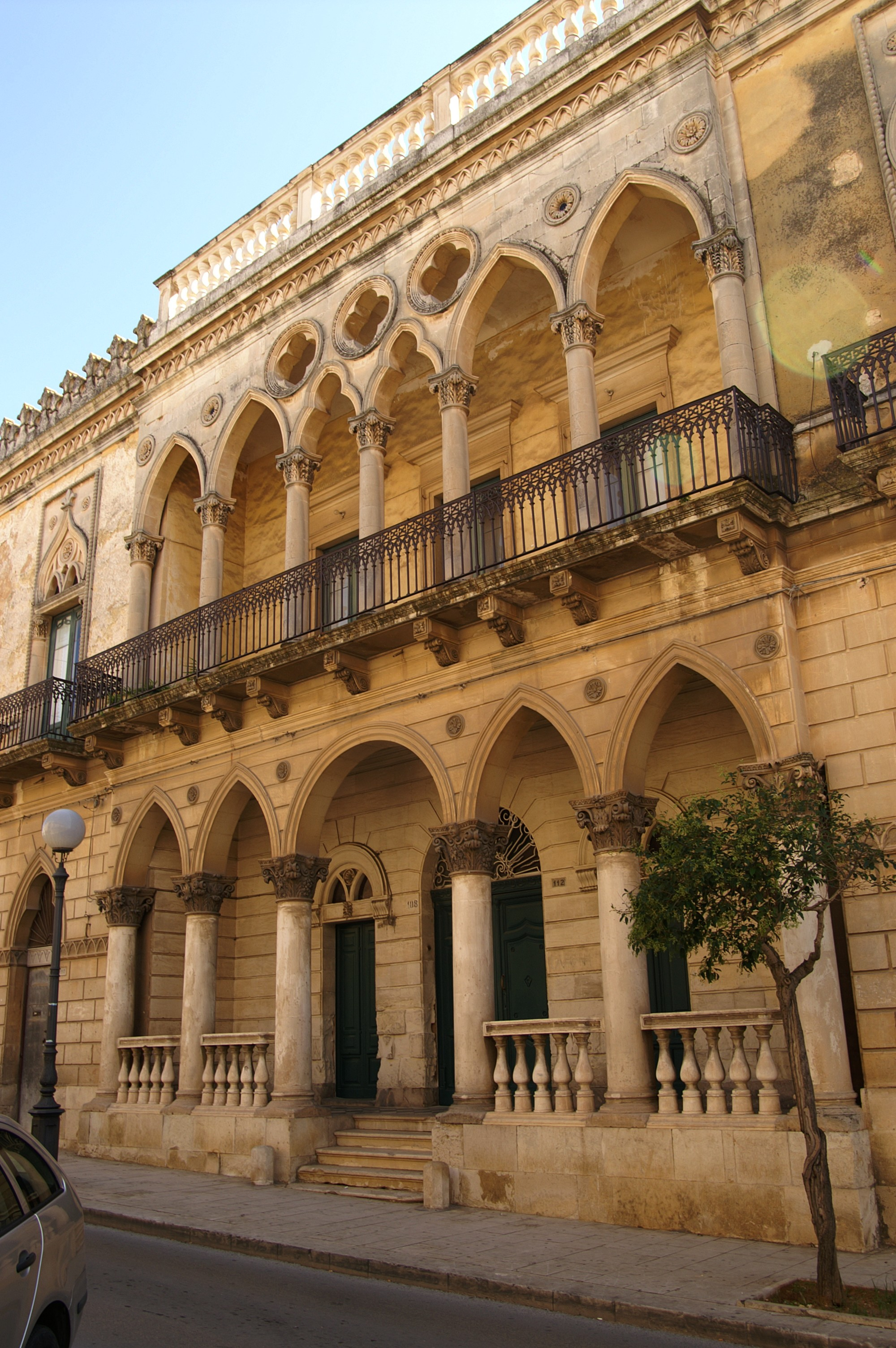
Palacio Traina

En el valle del río Ippari hay rastros de asentamientos prehistóricos que se remontan a la Edad del Bronce. En la desembocadura del río homónimo y alrededor de la costa se encuentran las ruinas de Kamarina, una ciudad griega de la colonia dórica Siracusa que data del siglo VI a. C.
La ciudad fue fundada oficialmente el 24 de abril de 1607 por la condesa Vittoria Colonna Henríquez-Cabrera. Murió su esposo Luis III, Almirante de Castilla, duque de Medina de Rioseco y conde de Modica, la condesa se vio en la necesidad de enfrentar serias dificultades económicas causadas por los gastos de representación inconsciente a los que Luis III había dado en las circunstancias del matrimonio de  Felipe III, rey de España, con Margarita de Austria en 1599. Vittoria Colonna decidió solicitar al Rey de España que otorgara un privilegio real para la fundación de un nuevo asentamiento, lo que le permitiría revivir la fortuna del patrimonio familiar. El área elegida fue la de Boscopiano (Bosco Plano), donde entre otras cosas algunas familias, como el Baroni Carfì, ya vivían en 1583 en el distrito de Boscopiano y Serra Rovetto.
La solicitud fue aceptada, y el privilegio real, otorgado por el rey Felipe III el 31 de diciembre de 1606 a Madrid, ordenó la reconstrucción de la antigua Kamarina con el nombre de Vittoria, en honor a su fundador. El centro de la ciudad fue construido alrededor del castillo y la Iglesia Madre; después del terremoto de 1693 se amplió y continúa expandiéndose hasta nuestros días. Desde su fundación hasta la abolición del feudalismo en 1812, la ciudad fue parte del Condado de Modica. Vittoria registró un notable desarrollo económico y demográfico, atrayendo a las poblaciones de los pueblos cercanos. Posteriormente permaneció dentro del Circondario di Modica (hasta 1926), subdivisión del neo - provincia de Siracusa, para finalmente pasar a la Provincia de Ragusa.
A partir de 1638 Vittoria comenzó a llamarse "Universidad", con el mismo valor que el "Comune" o "Municipio" de hoy.

## Demografía
En 2008 tenía una población de 62 271 habitantes.
| Gráfica de evolución demográfica de Vittoria entre 1861 y 2001 |
|                                                                |
| Fuente ISTAT - elaboración gráfica de Wikipedia                |

## Símbolos
El escudo de armas o símbolo de Vittoria representa un águila negra con alas en posición de descanso con una corona baronial en la cabeza, que lleva un festón entre sus garras, en el que está escrito "Victoria pulchra civitas post Camerinam" ("Vittoria bella città después de Kamarina"). En el cofre del águila hay una torre, símbolo de la familia Henríquez Cabrera. Tras el gran desarrollo de la viña en el siglo XIX, aparecieron exuberantes racimos de uvas entre las garras del águila, lo que significa la vocación vitivinícola de la ciudad. Todo el escudo de armas está en un campo azul y, al mismo tiempo, hay una corona con 5 torres de "Ciudad".

## Monumentos
Dada la modernidad de la ciudad, fundada en 1607, tiene menos monumentos artísticos que otras ciudades de la provincia. Sin embargo, se destaca por la variedad de estilos que caracterizan a algunos edificios. De hecho, Vittoria es rica en evidencia del estilo Liberty y art déco, presentada por el gran arquitecto de Palermo Ernesto Basile. Los edificios y casas de estilo Liberty aquí tienen estructuras sobrias y elegantes con balcones sobresalientes, balaustradas con una decoración rica y refinada, portales cubiertos con frisos con motivos florales, embellecidos con detalles plásticos decorativos de raro equilibrio compositivo.
En el año 2005 el teatro municipal fue declarado por la UNESCO "Monumento portador de una cultura de paz". Hoy el teatro acoge continuos eventos, tales como ensayos, representaciones teatrales, musicales y conciertos.
En el centro histórico de la ciudad encontramos el castillo "Colonna Henríquez", construido en marzo de 1607, primero la sede del condado de Modica, luego la prisión, finalmente hoy un museo cívico de usos múltiples.
Cerca de la villa municipal encontramos la "Fontana del Garì", también llamada "Fonte Garibaldi". Construido en 1822 por los Hermanos Capuchinos, como abrevadero para animales y más tarde también para ciudadanos. Hecho en piedra de Comiso en estilo neoclásico, por Rosario Cancellieri, en 1879, fue enriquecido por cinco cabezas de león de bronce y hierro fundido, de donde fluye el agua. En la plaza "Sei Martiri della Libertà" encontramos un pequeño templo circular llamado "Calvario", construido en 1859; alberga una capilla adornada con frescos y formada por ocho columnas en la parte superior, que sostienen un entablamento circular cerrado por una cúpula. Cada año, la función sagrada de Viernes Santo tiene lugar allí.

### Iglesias

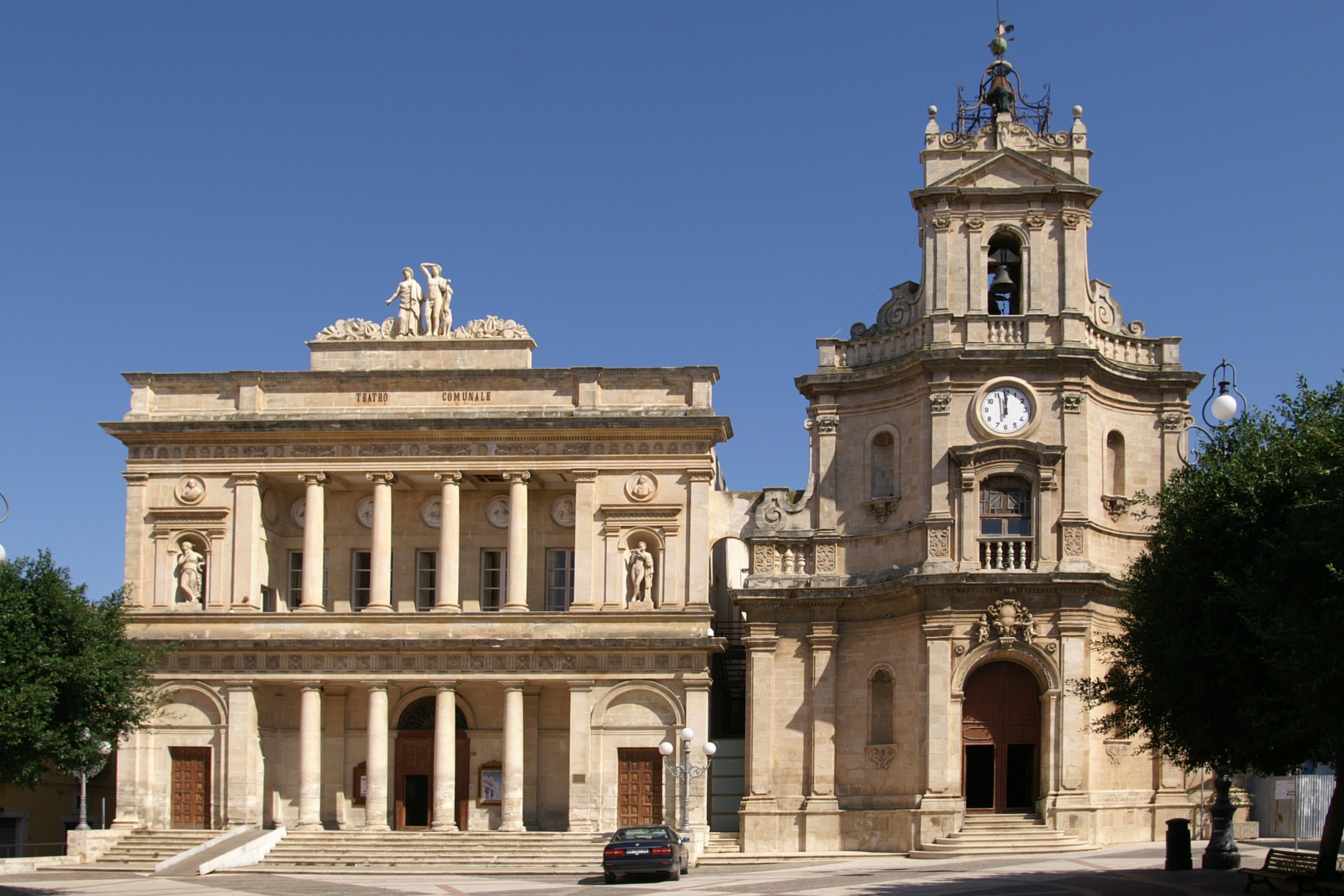
Iglesia de Santa Maria delle Grazie y teatro municipal

Las principales  iglesias de Vittoria son:
- Basílica de San Juan el Bautista
- Iglesia de Santa Maria delle Grazie
- Iglesia de San Francisco de Paula
- Iglesia de Santa Rita
- Iglesia de San Pablo
- Iglesia de San José
- Iglesia de Sagrado Corazón de Jesús
- Iglesia de Santa Maria Goretti
- Iglesia de San Domingo Savio
- Iglesia del Santísimo Rosario
- Iglesia de la Resurrección
- Iglesia de San Juan Bosco
- Iglesia de Santa María de la Asunción
- Iglesia de Espíritu Santo
- Iglesia del Anime Sante del Purgatorio
- Iglesia de la  Trinidad
- Iglesia de los Capuchinos
- Iglesia de la Virgen de las Lágrimas